# 這裡是充滿笑容的職場。
《這裡是充滿笑容的職場。》是葛城一所繪製的日本青年漫畫。2019年5月18日開始在漫畫網站《Comic Days》連載，同年12月起經KC Deluxe發行實體單行本。
2024年1月18日，宣佈將改編為電視動畫，由Voil擔任動畫製作，2025年開始播放。

## 故事簡介
繪製少女漫畫的女漫畫家雙見奈奈，個性多愁善感心思細膩，不擅長與人交際，雖擁有卓越的繪畫才華，卻跟戀愛喜劇的主角一樣自我意識過剩，太把自己當回事，自我存在感過度放大，十分在意自己呈現在他人面前的形象，非常喜歡胡亂猜想，因而產生不自在、不自然、難為情、扭捏、害羞等心理狀態，常常受到身旁漫畫助手無情的吐槽調侃。漫畫助手間瑞希，個性穩健踏實，具有一般正常人的常識，經常吐槽因過度妄想耽誤繪畫本業的雙見，在雙見處於荒誕虛妄狀態而手足無措時，適時給予立竿見影的幫助，是雙見在創作迷茫中可靠的支持者。責任編輯佐藤楓，個性帶有些許傲嬌靦腆，雖然對雙見的漫畫作品充滿期待，卻總是拙於表達自己的讚美。在助手間瑞希和責任編輯佐藤楓的支持下，雙見一邊努力工作，一邊與這些性格各異的同伴們逐漸建立起溫暖深厚的情感羈絆，彼此時而撩撥逗弄，時而攜手面對困境。隨著時間推移，新的詼諧促狹角色陸續登場，眾人合力譜奏一段溫馨歡愉的職場百合物語。

## 登場人物

### 主要角色
雙見奈奈（聲：夏吉優子）
繪製少女漫畫的漫畫家。個性多愁善感心思細膩，不擅長與人交際，雖擁有卓越的繪畫才華，卻跟戀愛喜劇的主角一樣自我意識過剩，太把自己當回事，自我存在感過度放大，十分在意自己呈現在他人面前的形象，非常喜歡胡亂猜想，因而產生不自在、不自然、難為情、扭捏、害羞等心理狀態，常常受到身旁漫畫助手間瑞希無情的吐槽調侃。雙見在少女漫畫雜誌上連載了以將棋為主題的漫畫，這也是她的首部連載作品，之前曾擔任漫畫家滝澤的助手。即使在時間緊湊的連載催稿壓力下，雙見仍能將作品維持在一定水準，而深受責任編輯佐藤楓的信賴，她還展現出過人的天賦才華，只需與取材受訪者簡單交談，就能將對談的內容即時轉為漫畫分鏡，她身旁的人均對此本領印象深刻。對佐藤楓抱有性遐想，曾以為她正在跟男友情意纏綿、溫存往復，因此不願在半夜兩點寄發漫畫分鏡原稿給她，深怕打擾到她的好事。
間瑞希（聲：伊藤美來）
雙見的漫畫助手。個性穩健踏實，具有一般正常人的常識，經常吐槽因過度妄想耽誤繪畫本業的雙見。雙見與她姊姊是高中同學，兩人同為漫畫研究部的社團成員，透過姊姊的關係代為邀請雙見替她作畫而結緣，高中畢業後一時找不到工作閒賦在家，這時恰巧接到雙見的來電請託，於是就當了雙見的漫畫助手。在雙見處於荒誕虛妄狀態而手足無措時，適時給予立竿見影的幫助。在雙見陷入低潮身體不適時，她還會替雙見進行全身按摩，緩解雙見的身心壓力。她曾在SNS社交網站上發表漫畫並且獲得雜誌社的關注，一度邀請她將作品進行連載，但她發現自己仍缺乏擔任漫畫家所需的創作熱誠及願景，婉拒了雜誌社的邀請，繼續在雙見身旁擔任漫畫助手。
佐藤楓（聲：雨宮天）
雙見的漫畫責任編輯。個性傲嬌羞澀，不常流露情緒，而且不擅於表達自己的感受，無法輕易對人說出讚美褒揚的言詞，在面對雙見時更是害羞到難以啟齒。也是一位擁有敏銳眼光的責任編輯，同時負責多位人氣漫畫家，她從雙見早期創作的將棋題材漫畫作品中看到了發展潛力，十分欣賞雙見的才華，最終促成了雙見在少女漫畫雜誌上連載了這部作品。她對於報告、聯絡、相談商討，這些作為責任編輯的事務工作，似乎還無法完全上手適應。
角館塔子
女流三段的職業將棋棋士。居住在關西地區，擅長鼓勵人，但也偶而為自己的棋士生涯而苦惱。協助雙見的將棋漫畫連載，負責監修有關將棋的內容，她想透過傳媒介紹的方式讓將棋廣泛的宣傳，認為推廣將棋是她的職責。她也是雙見漫畫作品的愛好者，非常期待雙見的漫畫連載更新，雙見進行漫畫作品取材時拜訪過她，兩人見面只聊了幾句自身的棋士經歷，就讓雙見創作靈感不斷湧現，被當作漫畫裡新角色的背景設定，對雙見描繪漫畫分鏡的流暢手法印象深刻。
貓之手 / 樹里
女子高中生，擔任雙見的漫畫助手。繪製漫畫的功力深厚，僅在遠端工作協助雙見畫稿，本人不親自露面。她以「貓之手」為暱稱代號在SNS社交網站上相當活躍，在實際工作場合說話卻謹慎小心。最初僅以線上遠端聊天的方式登場，後來才被揭露她是來自青森的女子高中生，本名樹里，因為不適應高中的學校生活而休學閒賦在家。
戶田
雙見的前任責任編輯。他喜歡純情少女漫畫，即使在少年漫畫雜誌上也時常推出純情的少女戀愛作品，缺乏體察周遭環境氛圍的敏感度，經常將自己的少女戀愛喜劇偏好強加到畫師身上，對不符合自己喜好的作畫分鏡相當挑剔，僅管本身並無惡意。後來被雜誌社從少女漫畫部門調往少年漫畫部門，這才將雙見交給伊藤楓擔綱責任編輯。

## 出版書籍

### 漫畫
| 冊數 | 講談社         | 講談社                 |
| 冊數 | 發售日期       | ISBN                   |
| ---- | -------------- | ---------------------- |
| 1    | 2019年12月25日 | ISBN 978-4-065-17985-7 |
| 2    | 2020年10月14日 | ISBN 978-4-065-21055-0 |
| 3    | 2021年4月14日  | ISBN 978-4-065-22939-2 |
| 4    | 2021年10月20日 | ISBN 978-4-065-25090-7 |
| 5    | 2022年3月18日  | ISBN 978-4-065-27108-7 |
| 6    | 2022年9月20日  | ISBN 978-4-065-29120-7 |
| 7    | 2023年3月20日  | ISBN 978-4-065-31076-2 |
| 8    | 2023年8月18日  | ISBN 978-4-065-32700-5 |
| 9    | 2024年1月18日  | ISBN 978-4-065-34303-6 |
| 10   | 2024年6月19日  | ISBN 978-4-065-35921-1 |
| 11   | 2024年11月20日 | ISBN 978-4-065-37615-7 |
| 12   | 2025年4月18日  | ISBN 978-4-065-39234-8 |

## 電視動畫

### 製作人員
- 原作：葛城一
- 導演：鈴木薰
- 系列構成：井上美緒
- 角色設定：宮井加奈
- 音響監督：田中亮
- 音樂：羽岡佳、土井宏紀
- 音樂制作：波麗佳音
- 動畫製作：Voil
- 製作：「這裡是充滿笑容的職場。」製作委員會

## 外部連結
- 漫畫官方網站（日語）